# هال ذكر
هال ذكر أو قاقُلَّلة ذكرية أو خَيْربُوا(الاسم العلمي: Aframomum melegueta)، نوع من الهال يأتي بعد الهال الصغير والمتوسط والكبير. ثمارُه بقدر حبة الحلبة، مُحمرة إلى مُسمرة اللون، مُزَوَّاة، تضم لوزة بيضاء، طعمها حامز ولاهب، مُماثل لطعم البهار، رائحتها مُكوفرة، مُستحبة تجعلها مرغوبة في صناعة العطور. مهده أفريقيا الشرقية ومدغشقر. كان في الماضي يَغُشّ البهار.